# Partido Loktantrik Samajwadi de Nepal
El Partido Loktantrik Samajwadi de Nepal (En nepalí: लोकतान्त्रिक समाजवादी पार्टी) es un partido político de Nepal. El partido tiene una presencia significativa en la provincia de Madhesh y la provincia de Lumbini en Nepal. El símbolo electoral del partido es una bicicleta.
El partido se registró oficialmente ante la Comisión Electoral de Nepal el 18 de agosto de 2021. Mahantha Thakur es el presidente del nuevo partido. Desde agosto de 2022, el partido comparte una alianza con el Congreso Nepalí.

## Ideología
El partido se adscribe a la socialdemocracia y a la identidad y los derechos del pueblo madhesi.
Ideológicamente, el partido comparte las ideas del Congreso Nepalí, pues la mayoría de sus líderes han sido parte del Congreso en diferentes momentos, especialmente antes del Movimiento Madhesh de 2006. El presidente del partido, Mahantha Thakur, y el líder principal, Sharat Singh Bhandari, fueron congresistas populares del partido. El propio Thakur fue tesorero y jefe del departamento disciplinario del partido antes de dejar el Congreso Nepalí. Fueron elegidos como candidatos del Congreso varias veces para la Cámara de Representantes.

## Historia

### Registro
El Presidente de Nepal emitió la una ordenanza para modificar la Ley de Partidos Políticos el 18 de agosto de 2021. Mahantha Thakur registró su partido ante la Comisión Electoral, teniendo en el momento de su creación 13 miembros en las dos cámaras nacionales del parlamento.
El nuevo partido fue apoyado por 16 legisladores de la Asamblea Provincial de Madhesh. También se anunció un Comité Central con 24 miembros.

### Primeras elecciones locales
El partido emergió como el cuarto partido más grande de la provincia de Madhesh, ganando en 16 municipios de los 753 que hay en Nepal.

### Primeras elecciones generales
A mediados de marzo, el partido inició conversaciones con el Congreso Nepalí para una posible alianza a largo plazo entre ambos partidos.
El líder del partido, Sharbendra Nath Bhandari, había defendido durante mucho tiempo una alianza Loktantrik entre los partidos democráticos de Nepal. Tanto el Partido Loktantrik Samajwadi como el Congreso Nepalí tienen algunas ideologías comunes, entre ellas la socialdemocracia y el socialismo democrático. El partido ganó 9 escaños en la provincia de Madhesh, mientras que en la provincia de Lumbini obtuvo 3 escaños. Sin embargo, en las elecciones generales tuvo que resignarse a 4 escaños después de no poder superar el umbral del 3% mínimo debido a la ola de partidos recién formados.

## Liderazgo
| Nombre          | Periodo    |
| --------------- | ---------- |
| Mahantha Thakur | Desde 2021 |

## Resultados electorales

### Elecciones generales
| Elección | Líder           | Votaciones de listas de partidos | Votaciones de listas de partidos | Asientos | Posición | Gobierno resultante |
| Elección | Líder           | N.º                              | %                                | Asientos | Posición | Gobierno resultante |
| -------- | --------------- | -------------------------------- | -------------------------------- | -------- | -------- | ------------------- |
| 2022     | Mahantha Thakur | 167 367                          | 1,58                             | 4/275    | Noveno   | Confianza y apoyo   |

### Elecciones provinciales
| Provincia | Elección | Votaciones de listas de partidos | Votaciones de listas de partidos | Asientos | Posición | Gobierno resultante |
| Provincia | Elección | N.º                              | %                                | Asientos | Posición | Gobierno resultante |
| --------- | -------- | -------------------------------- | -------------------------------- | -------- | -------- | ------------------- |
| Madhesh   | 2022     | 113 364                          | 5,43                             | 9/107    | Quinto   | Confianza y apoyo   |
| Lumbini   | 2022     | 37 631                           | 1,99                             | 3/87     | Sexto    | Confianza y apoyo   |

### Elecciones locales
| Elección | Líder           | Alcaldías ganadas |
| 2022     | Mahantha Thakur | 16/753            |